# Szkoła Podstawowa im. Marii Konopnickiej w Młodowie
Szkoła Podstawowa im. Marii Konopnickiej w Młodowie – szkoła podstawowa w Młodowie, w powiecie lubaczowskim, w województwie podkarpackim.

## Historia
Początki szkolnictwa w Młodowie według archiwalnych Szematyzmów Galicji i Lodomerii są datowane na 1874 rok, gdy powstała szkoła filialna. Początkowo w latach 1874–1876 szkoła nie posiadała stałego nauczyciela (posada nieobsadzona, posada opróżniona), a w 1879 roku szkoła stała się 1-klasowa. W 1903 roku szkoła stała się 2-klasowa.
Kronika szkolna opisuje historię szkoły od 1907 roku, gdy zbudowano budynek szkoły. W latach 1932–1939 kierownikiem szkoły był żołnierz i legionista polski Karol Bauman z Karolówki, który pełnił tę funkcję do września 1939 roku, który 8 lutego 1940 roku został aresztowany przez NKWD. Podczas okupacji radzieckiej i niemieckiej w szkole nauczanie odbywało się w klasie I w języku ukraińskim, a w klasie II w języku polskim i ukraińskim. Polskie dzieci uczyła Janina Longin. Pod koniec 1944 roku w budynku szkoły urządzono szpital wojskowy armii radzieckiej, a potem posterunek MO.
Po wyzwoleniu Młodowa przez armię radziecką organizacją szkolnictwa zajęli się Edmund Argasiński i Ludwik Tabaczek.
Wiosną 1945 roku na polecenie Inspektoratu Szkolnictwa w Lubaczowie pod kierownictwem Janiny Longin rozpoczęto w szkole naukę. W roku szkolnym 1946/1947 w szkole było 136 uczniów z Młodowa, Karolówki i Borowej Góry, a szkoła stała się 7-klasowa.
W roku szkolnym 1973/1974 wprowadzono reformę szkolnictwa i zorganizowano gminne szkoły zbiorcze. Szkołę w Młodowie przydzielono do szkoły zbiorczej w Lubaczowie. W roku szkolnym 1974/1975 w szkole w Młodowie zorganizowano Podstawowe Studium dla Dorosłych oraz Uniwersytet Powszechny.
W 1981 roku na mocy decyzji Inspektora Pracy w Rzeszowie wydano zakaz użytkowania budynku szkolnego z powodu złego stanu technicznego do czasu przeprowadzenia kapitalnego remontu. Wówczas w szkole było 226 uczniów. Komitet rodzicielski nie zgodził się na propozycję przeniesienia uczniów do innych szkół, dlatego tymczasowo stropy w salach lekcyjnych zabezpieczono stalowymi trawersami. Po wielu staraniach społeczności w 1983 roku rozpoczęto budowę nowej szkoły.
1 września 1985 roku został oddany do użytku nowy budynek szkoły, a patronem została poetka Maria Konopnicka.
W 1999 roku na mocy reformy oświaty, zorganizowano 6-letnią szkołę podstawową i 3-letnie gimnazjum. We wrześniu 2009 roku został utworzony Zespół Szkół Publicznych w Młodowie. W 2017 roku na mocy reformy oświaty przywrócono 8-letnią szkołę podstawową.
Kierownicy i dyrektorzy szkoły
1874–1876. Posada nieobsadzona.
1876–1879. Władysław Wawra.
1879–1899. Jan Dawidowicz.
1899–1900. Kazimierz Ciećkiewicz.
1900–1904. Jan Tabaczek.
1904–1932. Teodor Kulczycki.
1932–1939. Karol Bauman.
1939–1945. Grzegorz Socha, Patałuch.
1945–1956. Janina Longin.
1956–1965. Andrzej Argasiński.
1965–1975. Joanna Zając.
1975.      Roman Tabaczek.
1975–1986. Teresa Lewkowicz.
1986–2002. Józef Chmiel (od 1999 SP).
1999–2007. Tadeusz Pietruszka (Gimnazjum).
2007–2009. Krystyna Gutkowska (Gimnazjum).
2002– nadal Jan Richter (SP, od 2009 ZS).

## Znani absolwenci
- Karol Bauman